# Kolinda Grabarová Kitarovičová
Kolinda Grabarová-Kitarovićová (nepřechýleně Grabar-Kitarović; * 29. dubna 1968 Rijeka, SFRJ) je chorvatská politička, 4. prezidentka Chorvatska jako první žena v této funkci od 19. února 2015 do 18. února 2020. Hovoří plynně anglicky, španělsky a portugalsky, má pasivní znalost němčiny, italštiny a francouzštiny.

## Biografie
V minulosti zastávala úřady ministryně pro evropskou integraci (2003–2005) a ministryně zahraničních věcí (2005–2008). Poté byla do roku 2011 velvyslankyní Chorvatska v USA, následně pracovala jako náměstek generálního tajemníka NATO pro veřejnou diplomacii.
Byla členkou pravicově orientované politické strany Chorvatské demokratické společenství (HDZ).

### Prezidentské volby 2015
V prezidentských volbách, které se konaly na přelomu roků 2014 a 2015, těsně zvítězila nad svým předchůdcem Ivem Josipovićem, když 11. ledna ve druhém kole získala 50,4 procent hlasů, zatímco její protikandidát 49,6 procent. První kolo, konané 28. prosince 2014, přitom vyhrál Josipović s 38,46 procenty hlasů, Kitarovićová získala 37,22 procent.
V roce 2017 byla hlavní postavou pozitivní kampaně, v níž figurovala jako zosobnění ctnosti západních politiků ve srovnání s chováním arabských vůdců. Celým světem proběhla informace o tom, jak šetří chorvatský rozpočet, protože: 1) si snížila plat o 30 procent, 2) snížila platy dalších politiků i jejich množství, 3) prodala 35 luxusních služebních Mercedesů přidělených ministrům a vysokým úředníkům i presidentský letoun atd. Všechny tyto informace však byly odhaleny jako fakenews, např. plat jí naopak rostl.

### Prezidentské volby 2019–20
V prezidentských volbách v roce 2019–20 postoupila do druhého kola, jejím protikandidátem byl Zoran Milanović. Ten nakonec zvítězil a stal se tak novým chorvatským prezidentem.

### Osobní život
Grabarová Kitarovićová je vdaná, má dvě děti. Její manžel Jakov Kitarović vystudoval elektrotechniku, pracoval jako vysokoškolský učitel.

### Jméno
Její neobvyklé křestní jméno pochází z písně Colinda z roku 1967 od chorvatské zpěvačky Zdenky Vučkovićové, kterou její otec Branko často zpíval. K roku 2014 žilo v Chorvatsku 27 nositelek tohoto jména. Jméno je rozšířenější v Nizozemsku, kde žije 2 261 nositelek varianty Colinda.

## Fotogalerie

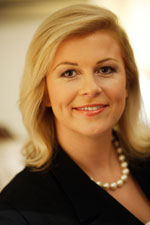
Grabar-Kitarović (2006)
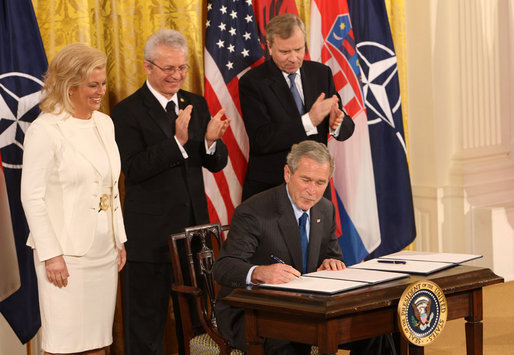
Tehdejší velvyslankyně Kolinda Grabar-Kitarović (v Bílém domě). Bush podepisuje dokumenty ve věci vstupu Chorvatska do struktur NATO
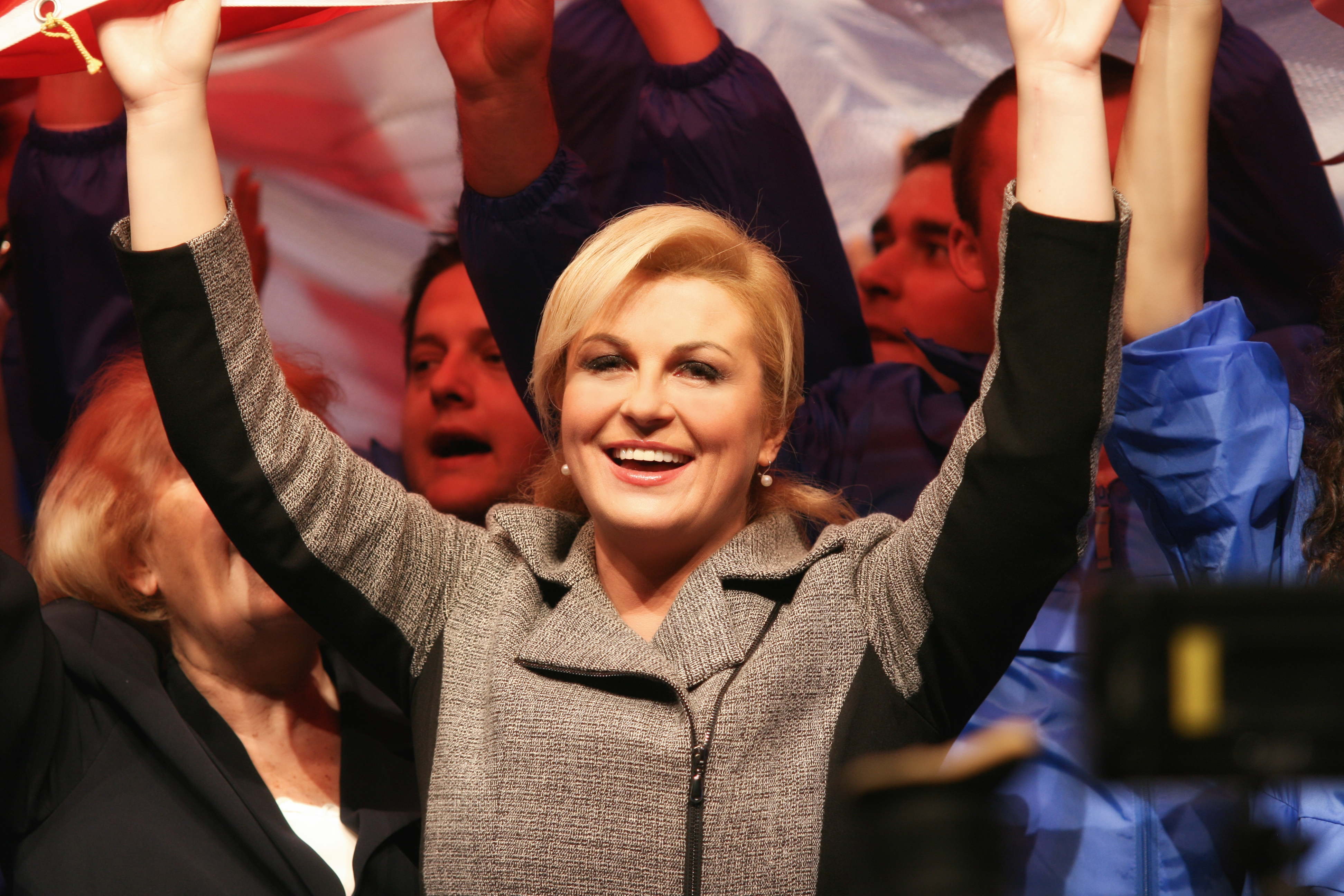
Grabar-Kitarović (2014)
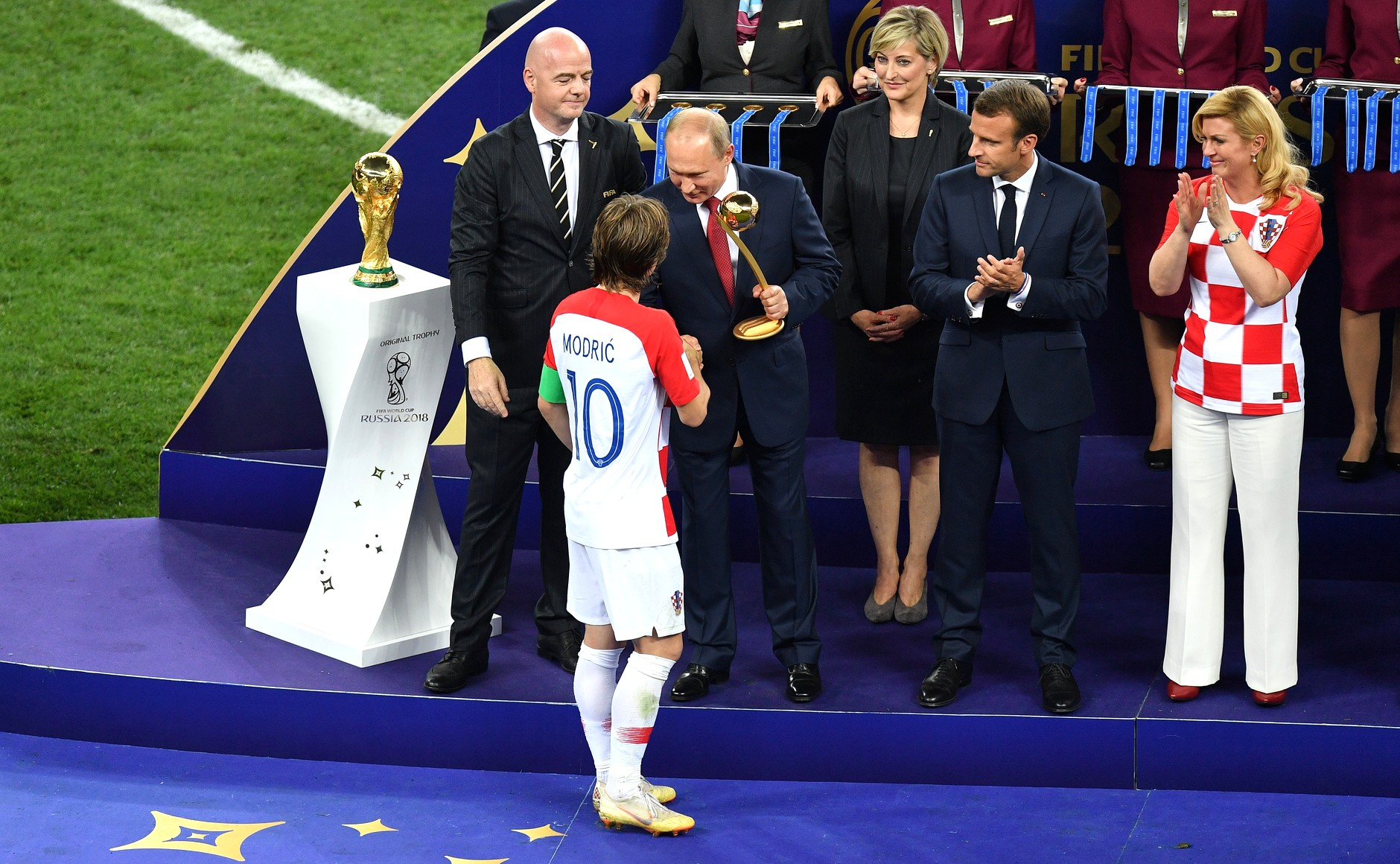
Kitarovićová, Infantino, Putin a Macron při předávání závěrečných ocenění na mistrovství světa ve fotbale 2018